# Rodolfo Bottino
Rodolfo Bottino (Rio de Janeiro, 11 de fevereiro de 1959 — Salvador, 11 de dezembro de 2011) foi um ator brasileiro de cinema, teatro e televisão. Tornou-se conhecido no papel de Lauro na minissérie Anos Dourados, produzida pela Rede Globo de Televisão e exibida em 1986.
O primeiro trabalho foi a novela Livre para Voar, de Walter Negrão, também produzida pela Rede Globo de Televisão e exibida em 1984, como Jajá, filho de Pedrão, irmão de Julinha e Alvinho
No cinema Rodolfo Bottino fez o personagem Joaquim Silvério dos Reis em Tiradentes de Oswaldo Caldeira, trabalhou em Benjamim de Monique Gardenberg e como apresentador no documentário de longa-metragem Pampulha ou a invenção do mar de Minas de Oswaldo Caldeira.
Bottino escreveu e encenou peças e fez programas de televisão como Chef de cozinha, sobre culinária, inclusive no canal Shoptime.
Rodolfo era primo de José Paolo Bottino e também do falecido ator Alexandre Lippiani.
Ao completar 50 anos, revelou estar com o vírus HIV desde o início da década de 1990, ter amado homens e mulheres e resolvido contar sobre suas experiências, esperando que ajudasse outras pessoas a sair do armário e lutar contra o preconceito.
Seu último trabalho como ator foi uma participação especial no filme O Homem do Futuro, dirigido por Cláudio Torres e lançado em 2011.
Morreu em 11 de dezembro de 2011, aos 52 anos em um hospital de Salvador, vítima de embolia pulmonar ocorrida durante um exame de ressonância magnética.
| “ | Ninguém falou que viver é fácil. Todo dia pode ter uma porrada, mas também pode ter uma realização. Nenhum HIV, câncer, hepatite ou diabete impede essa realização diária. O que impede é a cuca. | ” |

## Filmografia

### Televisão
| Ano  | Título                    | Personagem        | Notas                              |
| ---- | ------------------------- | ----------------- | ---------------------------------- |
| 1984 | Livre para Voar           | Jajá              | [ 3 ]                              |
| 1985 | Ti Ti Ti                  | Bob/Lupercínio    |                                    |
| 1986 | Anos Dourados             | Lauro Dorneles    |                                    |
| 1986 | Roda de Fogo              | Gilberto          |                                    |
| 1987 | Bambolê                   | Evaristo de Pádua |                                    |
| 1988 | Bebê a Bordo              | Antônio Antonucci |                                    |
| 1989 | O Sexo dos Anjos          | Cássio            | [ 4 ]                              |
| 1990 | A, E, I, O... Urca        | Baby              |                                    |
| 1990 | Lua Cheia de Amor         | Douglas Jordão    |                                    |
| 1991 | O Sorriso do Lagarto      | Conrado           |                                    |
| 1992 | Perigosas Peruas          | Irmão de Jaú      |                                    |
| 1992 | Você Decide               | —                 | Episódio: "A Cantada"              |
| 1993 | Você Decide               | —                 | Episódio: "A Chance de Ouro"       |
| 1993 | Menino de Engenho         | Pai de Carlinhos  | Telefilme                          |
| 1993 | Agosto                    | Clemente          |                                    |
| 1994 | Pátria Minha              | Heitor Atde       |                                    |
| 1994 | Você Decide               | —                 | Episódio: "A Última Chance"        |
| 1995 | Você Decide               | Mazinho           | Episódio: "O Sacrifício"           |
| 1996 | O Fim do Mundo            | Promotor          | [ 5 ]                              |
| 1996 | A Comédia da Vida Privada | Ernesto           | Episódio: "Mulheres"               |
| 1996 | Você Decide               | Rubens Silva      | Episódio: "Testemunha de Acusação" |
| 1997 | Sai de Baixo              | Sheik de Agadir   | Episódio: "O Milk-Sheik de Agadir" |
| 2005 | Mandrake                  | Enzo Fortuna      | Episódio: "Kolkata"                |

### Cinema
| Ano  | Título             | Personagem                |
| ---- | ------------------ | ------------------------- |
| 1999 | Tiradentes         | Joaquim Silvério dos Reis |
| 2003 | Gregório de Mattos | Capitão                   |
| 2004 | Benjamim           | Gâmbolo                   |
| 2011 | O Homem do Futuro  | Barman                    |